# Duolingo
Duolingo is een applicatie waarop gebruikers vooral door zelfstudie gratis talen kunnen leren. De website was er eerst voor bedoeld om door middel van crowdsourcing teksten te vertalen en was zo ontworpen dat terwijl de gebruikers verder kwamen in de lessen, zij  websites en andere documenten hielpen te vertalen. Er zijn op de Nederlandse Duolingo negen taalcursussen beschikbaar: voor Engels, Frans, Duits, Spaans, Italiaans, Chinees, Japans, Koreaans en Portugees. Er wordt in de oefeningen, die de student moet maken, alleen elementaire grammatica behandeld en er komen veel herhalingen in de leerstof voor.
Duolingo startte op 30 november 2011 een bètaversie met een wachtlijst van meer dan 300.000 gebruikers en werd op 19 juni 2012 op het internet vrij beschikbaar gesteld. Er waren met ingang van december 2012 behalve een Engelse website ook een Spaanse, Portugese en Italiaanse site van Duolingo. Er zijn op het ogenblik meer dan 40 talen, die kunnen worden geleerd.
De cursussen kunnen ook op een mobiele telefoon worden gevolgd, maar de functionaliteit daarop is enigszins beperkt. De mobiele versie is beschikbaar voor iOS, dus voor de iPhone, Android en Windows Phone.
In sommige versies van de Duolingo-app, voornamelijk op iOS, experimenteert Duolingo met een “batterij”-systeem in plaats van het traditionele hartjessysteem. In dit model raakt de batterij geleidelijk leeg op basis van het aantal gemaakte oefeningen, in plaats van het aantal fouten. Zodra de batterij leeg is, moet de gebruiker wachten, edelstenen gebruiken, of upgraden naar Super Duolingo om verder te kunnen leren. Dit systeem wordt momenteel getest en is niet bij alle gebruikers actief.

## Geschiedenis
Het project is door Luis von Ahn, die ook de captcha's heeft bedacht, en zijn student Severin Hacker begonnen. Von Ahn is docent aan de Carnegie Mellon University. Anderen die hebben geholpen zijn Antonio Navas, Vicki Cheung, Marcel Uekermann, Brendan Meeder, Hector Villafuerte en Jose Fuentes. Het project werd in het begin door de MacArthur Fellowship van Luis von Ahn gesponsord en kreeg subsidie van de National Science Foundation. Aanvullende financiering werd later ontvangen in de vorm van een investering van Union Square Ventures en van A-Grade Investments, een bedrijf van acteur Ashton Kutcher.
Duolingo begon met crowdsourcing, waarbij de gebruikers werden uitgenodigd om inhoud te vertalen en om vertalingen te beoordelen, dus op de manier van de Wikipedia. Zij konden daarvoor de beschikking over een account bij Duolingo krijgen om hun documenten toe te voegen aan het beschikbare bestand. Het doel is nog steeds om door middel van gamificatie een taal te leren.

## Een taal leren
Duolingo biedt cursussen in veel verschillende talen, voorzien van een aantal hulpmiddelen zoals een uitgebreide vocabulaire. Er is een tableau waarop de gebruikers hun voortgang kunnen zien. Gebruikers krijgen experience points, aangegeven in XP, wanneer ze een les voltooien. Een vaardigheid wordt beschouwd als 'geleerd' wanneer gebruikers de lessen over deze vaardigheid hebben afgerond en 'beheerst' na het voltooien van een bepaald aantal lessen, die toegankelijk worden na het maken van vertalingen die min of meer gerelateerd zijn aan de betreffende vaardigheid. 
Duolingo bevatte ook een tijdsgebonden oefenfunctie waar gebruikers een bepaalde tijd krijgen om een aantal vragen te beantwoorden. Een goed beantwoorde vraag werd beloond met een vaardigheidspunt XP en zeven extra seconden.
De inhoud van de lessen bevat vertalingen van en naar de te leren taal, waarbij uit aangeboden woorden wordt gekozen of waarbij de vertaling moet worden ingetypt. Er zijn ook dictees en meerkeuzevragen. De website bevatte een vertaaldeel waar gebruikers webcontent konden vertalen. Gebruikers kregen ook daarvoor experience points toegekend. De door de gebruikers als beste beoordeelde vertalingen waren voor het publiek beschikbaar. Duolingo brengt geen kosten in rekening voor de lessen. In de tijd van het gecrowdsourcet businessmodel werden voor de vertalingen wel kosten in rekening gebracht.